# Sawice-Bronisze
Sawice-Bronisze [saˈvit͡sɛ brɔˈniʂɛ] est un village polonais de la gmina de Repki dans le powiat de Sokołów et dans la voïvodie de Mazovie, au centre-est de la Pologne.